# المنصورية (أسوان)
قرية المنصورية هي إحدى القرى التابعة لمركز دراو في محافظة أسوان في جمهورية مصر العربية.